# Александрова, Екатерина Евгеньевна
Екатери́на Евге́ньевна Алекса́ндрова (род. 15 ноября 1994, Челябинск, Россия) — российская теннисистка. Победительница шести турниров WTA (из них пять в одиночном разряде); обладательница Кубка Билли Джин Кинг (2021); заслуженный мастер спорта России (2022).

## Биография
Екатерина — одна из трёх детей Евгения и Юлии Александровых; её сестру зовут Анна, а брата — Юрий.
По ходу игровой карьеры уроженка Челябинска перебралась в Прагу, но сохранила верность российскому спортивному гражданству и не оформила чешский гражданский паспорт.
Александрова впервые взяла ракетку в руки в шесть лет. Лучший удар — форхенд, предпочтительное покрытие — хард.

## Спортивная карьера

### Начало карьеры

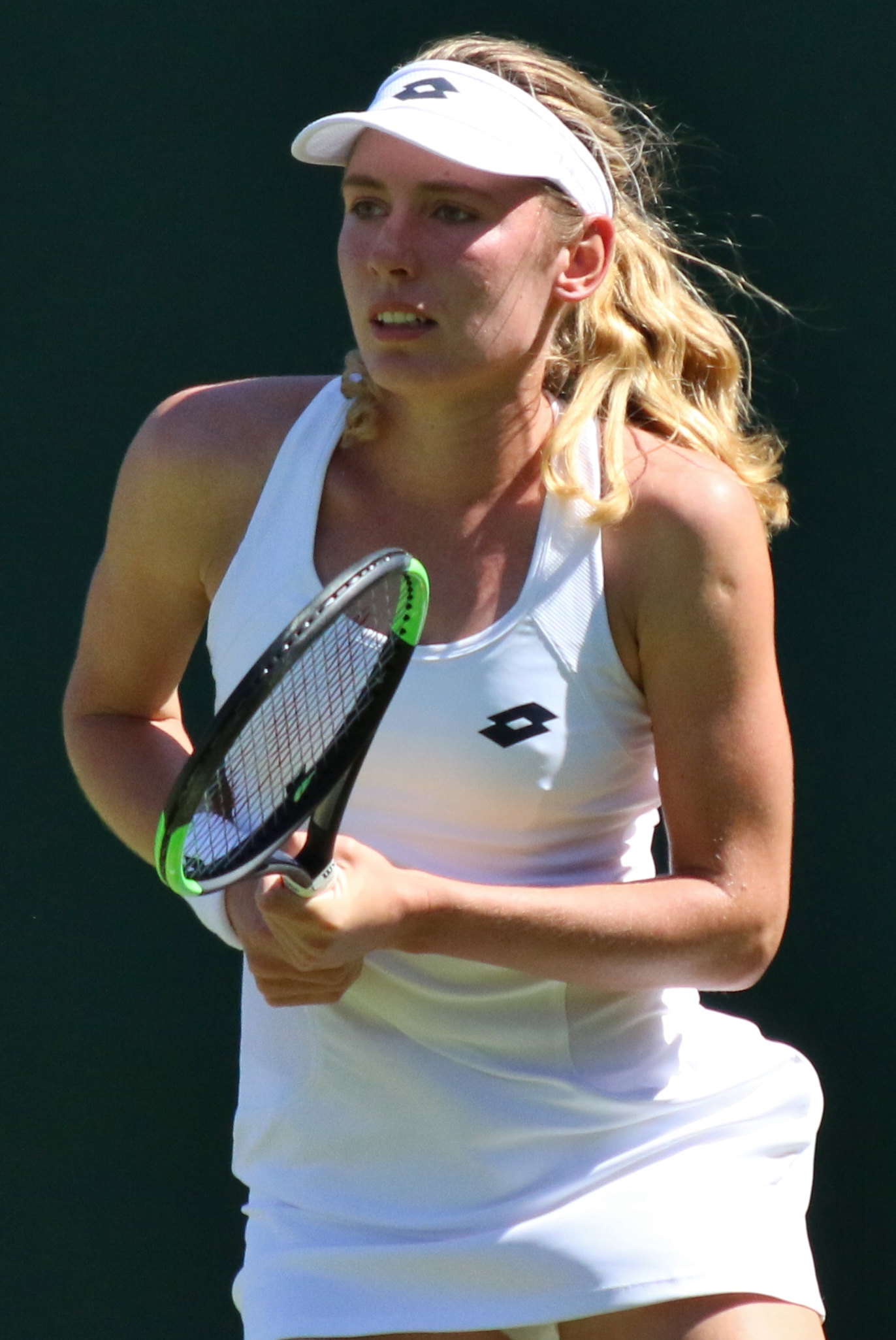
На Уимблдоне 2018 года

В 2011 году Александрова впервые сыграла на взрослых соревнованиях, пару лет спустя впервые оказалась в финале турнира ITF. В 2014-м она впервые пробилась в топ-300, сезон принёс несколько побед над соперницами из топ-200, а на турнире в Праге была повержена тогдашняя 22-я ракетка мира Луция Шафаржова. В апреле 2016 года Александрова дебютировала в основных соревнованиях WTA — на турнире в Катовице, где, пройдя квалификацию, в первом круге обыграла чешку Клару Коукалову (6-0, 7-6), а во втором уступила итальянке Камиле Джорджи (6-4, 2-6, 4-6). К июлю накопила достаточный рейтинг, чтобы впервые сыграть в квалификации турнира Большого шлема: на Уимблдоне. В квалификации россиянка выиграла один за другим три матча, пройдя испытание двумя марафонами и впервые попала в основную сетку на Больших шлемах. В первом раунде Уимблдона Александрова с тогдашней 25-й ракеткой мира Аной Иванович и смогла обыграть её со счётом 6-2, 7-5, а во втором раунде проиграла немке Анне-Лене Фридзам в двух сетах. Концовка года принесла закрепление позиций в начале второй сотни и первый титул в рамках серии WTA 125 — в Лиможе, где в финале была обыграна Каролин Гарсия.
2017-й год позволил подняться ещё выше — россиянка сыграла в основе каждого из четырёх турниров Большого шлема, выиграла два 60-тысячника из цикла ITF и сыграла в полуфинале 100-тысячника в Трнаве. В марте она вошла в топ-100 и сохранила место в первой сотне до конца сезона, заняв итоговое 73-е место. Через год место в первой сотне удалось сохранить. В начале сезона 2018 года она вышла в 1/4 финала турнира в Сиднее. В мае вышла вновь полуфинал 100-тысячника ITF в Трнаве, в июне до этой же стадии на 100-тысячнике в Илкли, а в июле и финал в Будапеште. Осень принесла успехи на турнирах WTA-тура: четвертьфинал в Сеуле, где была обыграна впервые теннисистка из топ-10 (Елена Остапенко) и дебютный финал в основном туре на турнире в Линце. В ноябре был завоеван второй титул турнира младшей серии WTA 125 в Лиможе.

### 2019—2021 (попадание в топ-40, первый титул WTA и Кубок Билли Джин Кинг)

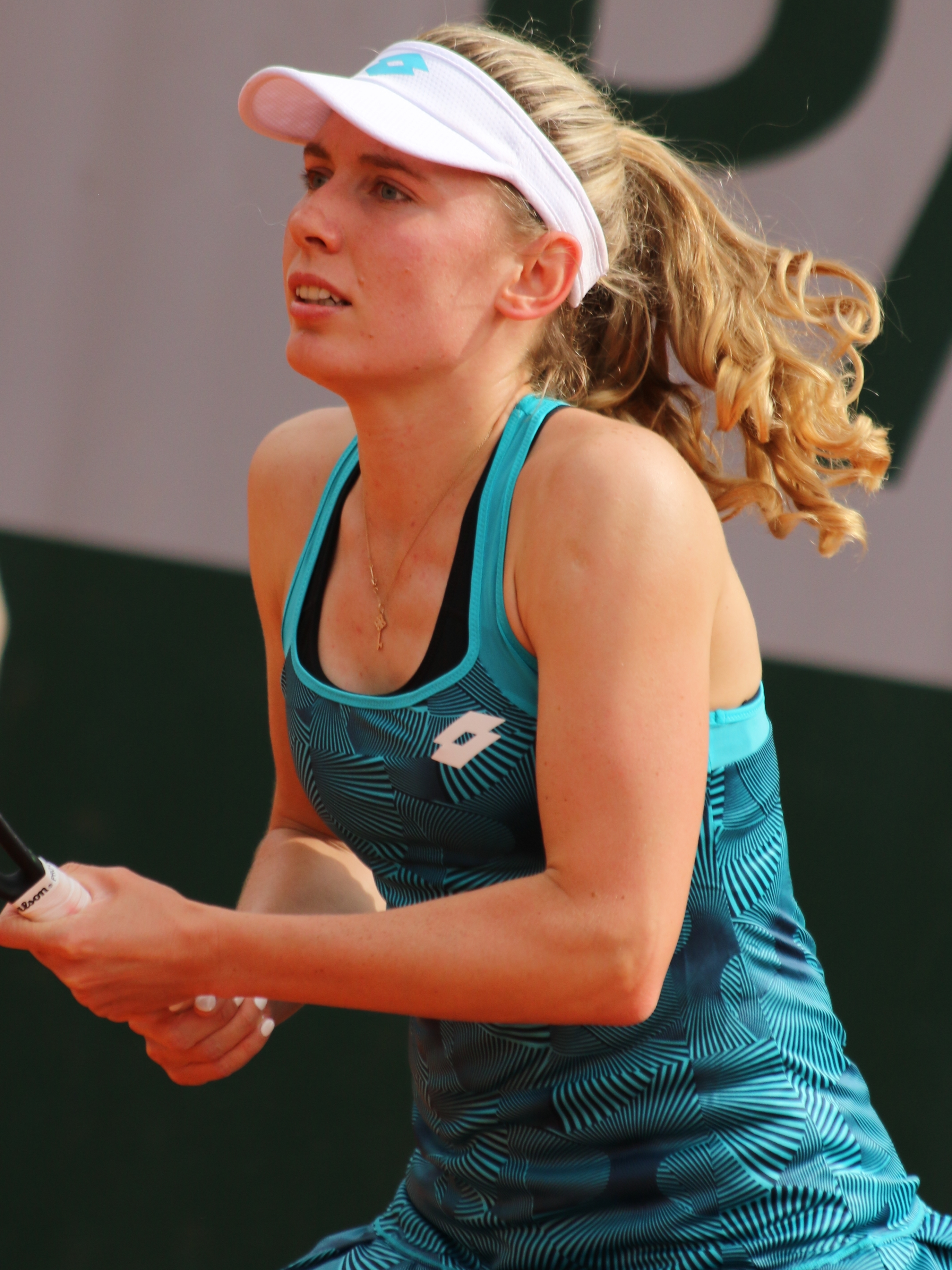
На Ролан Гаррос 2019 года

2019-й год принёс дальнейший прогресс в результатах: Екатерина вплотную приблизилась к возможности быть сеянной на турнирах Большого шлема и отметилась в основной сетке шести турниров уровня WTA 1000. В целом год был отмечен тремя четвертьфиналами на соревнованиях WTA 500: в Санкт-Петербурге, Истборне и Москве; тремя полуфиналами на турнирах WTA 250: в Будапеште, Сеуле и Линце и очередным титулом на турнире младшей серии WTA 125 в Лиможе, где она также сыграла в финале парного разряда. На Больших шлемах лучшим результатом стал выход в третий раунд на Открытом чемпионате Франции. В личном плане год принёс несколько побед над статусными игроками: в Индиан-Уэлсе удалось обыграть Каролину Возняцки, в Истборне — Белинду Бенчич, а в Пекине № 5 в мире Симону Халеп. В парном разряде в феврале был выигран дебютный титул в основном туре на турнире в Будапеште в партнёрстве с Верой Звонарёвой.
Следующий год из-за короновируса прошёл в урезанном формате — тур уходил на паузу с марта по июль. В январе Александрова отметилась первым одиночным титулом в WTA-туре. На турнире в Шэньчжэне она обыграла в финальных раундах Гарбинье Мугурусу и Елену Рыбакину. На Открытом чемпионате Австралии она впервые доиграла до третьего раунда. В феврале Александрова впервые сыграла за сборную России в Билли Джин Кинг и помогла в квалификации победить Румынию (3:2), принеся очки в обоих своих матчах. Затем росссиянка пробралась в полуфинал в Санкт-Петербурге. После перерыва в сезоне лучшими результатами стали третий раунд на Ролан Гаррос в октябре и полуфинал в Линце в ноябре.
В 2021-м году Екатерина прошла дальше первого круга на каждом из турниров Большого шлема. В феврале на турнире WTA 500 в Мельбурне удалось выйти в полуфинал, где россиянка прошла Игу Свёнтек и № 2 в мире Симону Халеп, но уступила Кайе Канепи. На Открытом чемпионате Австралии она второй год подряд сыграла в третьем раунде. В июне на турнире в Берлине в матче второго раунда удалось обыграть № 6 в мире Элину Свитолину. В июле Александрова сыграла на своих первых Олимпийских играх в Токио, где уступила на стадии второго раунда Наде Подорошка из Аргентины. В октябре она смогла дойти до финала Кубка Кремля в Москве, пройдя трёх теннисисток из топ-10: в первом раунде на отказе во втором сете Онс Жабёр (№ 8 в мире на тот момент), в 1/4 финала вторую ракетку мира Арину Соболенко (6-3, 6-4) и в 1/2 финала вновь на отказе уже в первом сете Марию Саккари (№ 7 в мире). В дебютном финале уровня WTA 500 она проиграла Анетт Контавейт из Эстонии в трёх сетах. В концовке сезона она приняла участие в финальном турнире Кубка Билли Джин Кинг, перенесенного с прошлого сезона. Александрова сыграла только один матч в группе в матче с Францией и проиграла его Кларе Бюрель, однако сборная России в целом смогла выиграть турнир, став первыми чемпионами престижного командного турнира под новым названием — Кубок Билли Джин Кинг.

### 2022—2024 (дебют в топ-20)
Александрова в 2022 году выдала лучший сезон в карьере, завершив год 19-й ракеткой мира. При этом старт сезона не задался и до апреля она не могла преодолеть стадию второго раунда на всех турнирах. Однако в этот период пришёл первый значимый успех в парном разряде на крупных турнирах — в паре с китаянкой Ян Чжаосюань — Екатерина пробилась в полуфинал в турнира в Майами, пройдя три команды с участием чемпионок турниров Большого шлема — Саманту Стосур / Чжан Шуай (1-й раунд), Арину Соболенко (2-й раунд) и Саню Мирзу (1/4). Первые хорошие результаты пришли со стартом грунтового отрезка. В апреле она вышла в полуфинал турнира в Чарлстоне, переиграв в том числе № 7 в мире Каролину Плишкову в третьем раунде. Хороший результат был показан на турнире серии WTA 1000  в Мадриде. Начав с квалификации, Александрова выиграла шесть матчей подряд (четыре в основной сетке) и вышла в полуфинал — дебютный на подобном уровне. Но после этого не смогла поддержать уровень игры на грунте и на Ролан Гаррос выбыла во втором раунде. С началом отрезка сезона на траве Александрова выиграла титул на турнире в Хертогенбосе, обыграв в решающем матче Арину Соболенко, к тому же в сухую во втором сете (7-5, 6-0). Уимблдон из-за запрета выступать российским спортсменам был пропущен, а на Открытом чемпионате США проиграла во втором раунде. Вновь проявить себя удалось осенью. В сентябре Александрова взяла второй титул в сезоне на соревновании в Сеуле. В октябре после выхода в полуфинал турнира в Остраве она впервые вошла в топ-20 мирового женского рейтинга.
2023-й год россиянка завершила 21-й ракеткой мира. В январе она сыграла в третьем раунде Открытого чемпионата Австралии. В марте Александрова пробилась в четвертьфинал крупного турнира в Майами, затем в апреле была на этой же стадии в Чарлстоне. В мае Екатерина побывала в четвёртом круге в Мадриде, а на Ролан Гаррос вышла в третий раунд. В июне выдала удачную серию на траве: защитив титул в Хертогенбосе, сыграв в полуфинале в Берлине и впервые выйдя в четвёртый круг турнира Большого шлема — на Уимблдоне.  В августе на сыграла ещё один финал — на турнире в Кливленде. На Открытом чемпионате США Александрова впервые вышла в третий раунд, таким образом, впервые дойдя до этой стадии в одном сезоне на всех четырёх турнирах Большого шлема. Осенью она выступила на пяти турнирах, где лучшими результатами стали третий раунд на турнире уровня WTA 1000 в Гвадалахаре и 1/4 финала в серии WTA 500 — в Токио.
Через год россиянка ещё чуть отступила в рейтинге, завершив сезон 28-й ракеткой мира. В январе Александрова вышла в полуфинал в Аделаиде, переиграв в 1/4 третью ракетку мира Елену Рыбакину (6-3, 6-3). В феврале она сыграла в решающем матче в Линце, где, как и в Аделаиде, уступила Елене Остапенко. В марте Александрова успешно выступила на крупном соревновании в Майами, выйдя в полуфинал. На пути к этому результату Екатерина прошла двух действующих игрок топ-5 рейтинга: в четвёртом раунде Игу Свёнтек (6-4, 6-2) и в четвертьфинале Джессику Пегулу (3-6, 6-4,
6-4). Победа над полячкой стала для россиянки первой в матче с действующим лидером рейтинга. Грунтовая часть сезона прошла без сильных результатов. В июне на траве в Хертогенбосе она вышла в полуфинал. Летом она также сыграла на Олимпиаде в Париже, где проиграла в первых раунда одиночного и парного турниров. В августе сыграла ещё один полуфинал на турнире в Монтеррее. На Открытом чемпионате США она выиграла первые матчи в сезоне на Больших шлемах, пройдя в третий раунд. Концовка года принесла четвертьфинал на турнире в Ухане, где она также в парном разряде вышла в полуфинал совместно с Синяковой, пройдя во втором раунде одних из лидеров чемпионской гонки — пару Паолини и Эррани.

### 2025 год
В 2025-м году Александрова выиграла свой первый титул категории WTA 500 — в феврале на турнире в Линце, где в решающем матче справилась с Даяной Ястремской. Следом Екатерина добралась до полуфинала соревнования WTA 1000 в Дубае, пройдя во втором раунде лидера рейтинга Арину Соболенко (3-6, 6-3, 7-6), а в 1/4 финала № 5 в мире Джессику Пегулу (4-6, 6-1, 6-1). В апреле она вышла в ещё один полуфинал уже на грунте турнира WTA 500 в Чарлстоне, победив в 1/4 финала № 8 в мире Чжэн Циньвэнь (6-1, 6-4). На другом грунтовом турнире в Штутгарте Александрова вновь вышла в полуфинальную стадию, выбив из сетки в том числе двух теннисисток из топ-10: в третьем раунде № 7 Мирру Андрееву (6-3, 6-2), а в 1/4 № 3 Джессику Пегулу (6-0, 6-4). В парном разряде в Штутгарте удалось достичь финала в партнёрстве с Чжан Шуай из Китая.

## Итоговое место в рейтинге WTA по годам[10]
| Год  | Одиночный рейтинг | Парный рейтинг |
| 2024 | 28                | 59             |
| 2023 | 21                | 104            |
| 2022 | 19                | 69             |
| 2021 | 33                | 147            |
| 2020 | 33                | 101            |
| 2019 | 35                | 99             |
| 2018 | 93                | 427            |
| 2017 | 73                |                |
| 2016 | 133               |                |
| 2015 | 269               |                |
| 2014 | 256               | 986            |
| 2013 | 410               |                |
| 2012 | 772               |                |

## Выступления на турнирах

### Финалы турнировWTAв одиночном разряде (9)

#### Победы (5)
| Легенда:                      |
| ----------------------------- |
| Турниры Большого шлема (0)    |
| Олимпиада (0)                 |
| Итоговый турнир WTA (0)       |
| Premier 5 / WTA 1000 (0)      |
| Premier / WTA 500 (1)         |
| International / WTA 250 (4+1) |

| Титулы по покрытиям | Титулы по месту проведения матчей турнира |
| ------------------- | ----------------------------------------- |
| Хард (3+1)          | Зал (1+1)                                 |
| Грунт (0)           | Зал (1+1)                                 |
| Трава (2)           | Открытый воздух (4)                       |
| Ковёр (0)           | Открытый воздух (4)                       |

| №  | Дата             | Турнир                      | Покрытие   | Соперница            | Счёт           |
| 1. | 11 января 2020   | Шэньчжэнь, Китай            | Хард       | Елена Рыбакина       | 6-2 6-4        |
| 2. | 12 июня 2022     | Хертогенбос, Нидерланды     | Трава      | Арина Соболенко      | 7-5 6-0        |
| 3. | 25 сентября 2022 | Сеул, Южная Корея           | Хард       | Елена Остапенко      | 7-6(4) 6-0     |
| 4. | 18 июня 2023     | Хертогенбос, Нидерланды (2) | Трава      | Вероника Кудерметова | 4-6 6-4 7-6(3) |
| 5. | 2 февраля 2025   | Линц, Австрия               | Хард (зал) | Даяна Ястремская     | 6-2 3-6 7-5    |

#### Поражения (4)
| №  | Дата            | Турнир         | Покрытие   | Соперница           | Счёт        |
| 1. | 14 октября 2018 | Линц, Австрия  | Хард (зал) | Камила Джорджи      | 3-6 1-6     |
| 2. | 24 октября 2021 | Москва, Россия | Хард (зал) | Анетт Контавейт     | 6-4 4-6 5-7 |
| 3. | 26 августа 2023 | Кливленд, США  | Хард       | Сара Соррибес Тормо | 6-3 4-6 4-6 |
| 4. | 4 февраля 2024  | Линц, Австрия  | Хард (зал) | Елена Остапенко     | 2-6 3-6     |

### Финалы турнировWTA 125иITFв одиночном разряде (18)

#### Победы (10)
| Легенда:                |
| ----------------------- |
| WTA 125 (3)             |
| 100.000 USD (0)         |
| 80.000 (75.000) USD (0) |
| 60.000 (50.000) USD (2) |
| 25.000 USD (1)          |
| 15.000 USD (1)          |
| 15.000 (10.000) USD (3) |

| Титулы по покрытиям | Титулы по месту проведения матчей турнира |
| ------------------- | ----------------------------------------- |
| Хард (7)            | Зал (7)                                   |
| Грунт (2)           | Зал (7)                                   |
| Трава (0)           | Открытый воздух (3)                       |
| Ковёр (1)           | Открытый воздух (3)                       |

| №   | Дата             | Турнир                 | Покрытие    | Соперница           | Счёт           |
| 1.  | 23 февраля 2013  | Кройцлинген, Швейцария | Ковёр (зал) | Тимея Бачински      | 6-4 6-3        |
| 2.  | 29 сентября 2013 | Прага, Чехия           | Грунт       | Ленка Юрикова       | 6-3 3-6 6-2    |
| 3.  | 8 декабря 2013   | Вендрине, Чехия        | Хард (зал)  | Катерина Ванькова   | 5-7 7-6(0) 6-1 |
| 4.  | 4 мая 2014       | Висбаден, Германия     | Грунт       | Тамира Пашек        | 7-6(4) 4-6 6-3 |
| 5.  | 14 февраля 2016  | Трнава, Словакия       | Хард (зал)  | Каролина Мухова     | 6-1 6-3        |
| 6.  | 20 ноября 2016   | Лимож, Франция         | Хард (зал)  | Каролин Гарсия      | 6-4 6-0        |
| 7.  | 19 марта 2017    | Шэньчжэнь, Китай       | Хард        | Арина Соболенко     | 6-2 7-5        |
| 8.  | 1 апреля 2017    | Круасси-Бобур, Франция | Хард (зал)  | Ришел Хогенкамп     | 6-2 6-7(3) 6-3 |
| 9.  | 11 ноября 2018   | Лимож, Франция         | Хард (зал)  | Евгения Родина      | 6-2 6-2        |
| 10. | 22 декабря 2019  | Лимож, Франция         | Хард (зал)  | Александра Соснович | 6-1 6-3        |

#### Поражения (8)
| №  | Дата            | Турнир               | Покрытие    | Соперница           | Счёт           |
| 1. | 27 января 2013  | Карст, Германия      | Ковёр (зал) | Юлия Киммельманн    | 3-6 2-6        |
| 2. | 7 июля 2013     | Пршеров, Чехия       | Грунт       | Река-Луца Яни       | 2-6 6-7(4)     |
| 3. | 16 ноября 2014  | Минск, Беларусь      | Хард (зал)  | Ана Врлич           | 6-3 4-6 6-7(7) |
| 4. | 20 июня 2015    | Пршеров, Чехия       | Грунт       | Маркета Вондроушова | 1-6 4-6        |
| 5. | 30 августа 2015 | Брауншвейг, Германия | Грунт       | Джил Тайхманн       | 3-6 3-6        |
| 6. | 15 мая 2016     | Дьёр, Венгрия        | Грунт       | Тамара Зиданшек     | 4-6 4-6        |
| 7. | 17 июля 2016    | Оломоуц, Чехия       | Грунт       | Елизавета Куличкова | 6-4 2-6 1-6    |
| 8. | 15 июля 2018    | Будапешт, Венгрия    | Грунт       | Виктория Кужмова    | 3-6 6-4 1-6    |

### Финалы турнировWTAв парном разряде (2)

#### Победа (1)
| №  | Дата            | Турнир            | Покрытие   | Партнёрша      | Соперницы                  | Счёт           |
| 1. | 24 февраля 2019 | Будапешт, Венгрия | Хард (зал) | Вера Звонарёва | Хезер Уотсон Фанни Штоллар | 6-4 4-6 [10-7] |

#### Поражение (1)
| №  | Дата           | Турнир             | Покрытие    | Партнёрша | Соперницы                       | Счёт    |
| 1. | 20 апреля 2025 | Штутгарт, Германия | Грунт (зал) | Чжан Шуай | Габриэла Дабровски Эрин Рутлифф | 3-6 3-6 |

### Финалы турнировWTA 125иITFв парном разряде (1)

#### Поражение (1)
| №  | Дата            | Турнир         | Покрытие   | Партнёрша          | Соперницы                                 | Счёт       |
| 1. | 22 декабря 2019 | Лимож, Франция | Хард (зал) | Оксана Калашникова | Хеорхина Гарсия Перес Сара Соррибес Тормо | 2-6 6-7(3) |

### Финалы командных турниров (1)

#### Победа (1)
| №  | Год  | Турнир                | Команда                                                                             | Соперник                                                | Счёт |
| 1. | 2021 | Кубок Билли Джин Кинг | Россия Е. Александрова, Д. Касаткина, В. Кудерметова, А. Павлюченкова, Л. Самсонова | Швейцария Б. Бенчич, В. Голубич, Дж. Тайхман, Ш. Фёгеле | 2-0  |